# Train blindé Taeyangho
Le Taeyangho (en coréen : 태양호, signifiant « soleil ») est le train blindé présidentiel de la Corée du Nord. Utilisé par les trois dirigeants successifs — Kim Il-sung, Kim Jong-il et Kim Jong-un — il constitue leur principal moyen de transport sécurisé, tant à l'intérieur qu'à l'extérieur du pays. Surnommé officieusement la « Forteresse ambulante », il est souvent comparé à un « Air Force One sur rails ».

## Histoire
Historiquement, de nombreux dirigeants mondiaux et membres de la royauté coréenne utilisent des trains pour leurs déplacements, en raison de leur rapidité, de leur sécurité et de leur capacité à intégrer des installations de bureau et des espaces personnels dans un seul lieu mobile.
Kim Il-sung utilise un train comme quartier général pendant la guerre de Corée et continue de privilégier ce mode de transport après la fin des hostilités. Il fait construire de nombreux palais sécurisés, dont 19 sont accessibles uniquement par des trains privés.
Kim Jong-il préfère le transport ferroviaire en raison de son aviophobie. Il utilise ces trains pour visiter des unités militaires, des usines ou pour ses déplacements à l'étranger. Le réseau de trains privés dessert toujours 19 stations à travers la Corée du Nord, y compris certains palais souterrains accessibles uniquement par rail.
En décembre 2011, la télévision nord-coréenne annonce que Kim Jong-il a succombé à une crise cardiaque à bord d'un train lors d'un voyage intérieur.

## Caractéristiques
Au fil des années, plusieurs trains blindés — tous nommés Taeyangho — sont estimés nécessaires pour des raisons de sécurité. Ils comportent entre 10 et 15 wagons, bien que la configuration actuelle comprenne 21 wagons blindés. Bien que le modèle exact des locomotives utilisées soit inconnu, il est fortement probable qu'il s'agisse de DF8 chinoises. 
Le train est équipé de vitres pare-balles et de parois et planchers renforcés pour résister aux explosions. Il est également lourdement armé, avec au moins deux mitrailleuses, des missiles sol-air et probablement des missiles antichars guidés.
Certaines wagons sont réservées au dirigeant, comme une voiture-chambre et une voiture-salle de bain, tandis que d'autres transportent des troupes, des gardes de sécurité et du personnel médical. En 2001, le train comprend une voiture résidentielle (appelée « quartier général »), une voiture-restaurant de luxe et plusieurs wagons de transport contenant deux Mercedes blindées ainsi qu'un hélicoptère d'urgence, probablement un MD 500C américain obtenu illégalement. En 2023, des wagons supplémentaires sont identifiées, notamment une voiture-bureau pour Kim Jong-un, plusieurs wagons armées et anti-aériennes, ainsi qu'un wagon pour les invités. Le train dispose également d'un système de communication par satellite avec une antenne parabolique.
Certaines parties de l'intérieur des trains sont connues uniquement grâce aux images et vidéos diffusées lors des déplacements du dirigeant nord-coréen. L'intérieur de la voiture de réception a complètement changé depuis 1989, passant d'un style brunâtre à un intérieur blanc entouré de canapés roses en 2018, lors d'une rencontre avec des officiels chinois. En 2023, la voiture des invités présente un sol bleu au lieu d'un plancher en bois.
Se trouvent également à bord du train des salles de conférence avec de longues tables et des écrans de télévision. La voiture-bureau du dirigeant est équipée d'un bureau et d'une chaise, avec une carte de la Chine et de la péninsule coréenne accrochée au mur derrière. Des images de 2020 montrent une voiture décorée avec des éclairages en forme de fleurs et des chaises recouvertes de tissu à motifs zébrés.

## Opérations
Les trains sont généralement tractés par deux locomotives. En 2009, il est rapporté que Kim Jong-il utilise une flotte de six trains personnels, composés de 90 wagons de luxe blindés. Lors de tout déplacement, trois trains sont mobilisés : un éclaireur, le train présidentiel principal, et un train de soutien chargé de personnel de sécurité et de logistique.
Le trajet est sécurisé par environ 1 000 agents déployés pour inspecter et sécuriser le parcours ferroviaire. L'alimentation électrique de certaines lignes peut être suspendue afin d'assurer le passage sécurisé du train. Des équipements de brouillage électronique peuvent également être activés pour empêcher tout sabotage ou interception.

## Voyages internationaux
Le Taeyangho est utilisé pour plusieurs voyages à l’étranger. En 2001, Kim Jong-il se rend à Moscou à bord du train, un trajet qui prend 24 jours aller-retour.
Kim Jong-un commence à utiliser ce mode de transport pour ses déplacements internationaux à partir de 2018. Il se rend en Chine en janvier 2018, au Vietnam en février 2019 pour le deuxième sommet avec Donald Trump, puis à Vladivostok en avril 2019 pour rencontrer Vladimir Poutine. En septembre 2023, il utilise à nouveau le train pour visiter la Russie orientale, notamment le cosmodrome de Vostotchny.